# Archäologischer Park
Als Archäologischer Park bezeichnet man Themenparks, die der Erschließung archäologischer Stätten dienen, also in die Landschaft eingebettete Ruinen oder archäologische Fundstätten (Bodendenkmale) für Publikum erfahrbar macht, meist an ihrem Originalort (in situ). Dazu gehören meist Rahmenkonzepte wie Ausstellungshäuser für Fundstücke und Dokumentation, oder Führungen.
Beispiele:
Deutschland:
- Archäologischer Park Cambodunum, Allgäu
- Archäologischer Park Freyenstein, Brandenburg
- Archäologischer Park Xanten, Nordrhein-Westfalen
- Europäischer Kulturpark Bliesbruck-Reinheim, Saarland/Lothringen, Deutschland/Frankreich
- Geschichtspark Bärnau-Tachov, Bayern/Böhmen, Deutschland/Tschechien
- Römerpark Ruffenhofen, Bayern, (UNESCO-Weltkulturerbe)
- Limes-Park Rainau, Rainau, Baden-Württemberg[1]
- Museum und Park Kalkriese, Niedersachsen, evtl. Ort der Varusschlacht
- Archäologischer Park Danewerk (UNESCO-Welterbe Archäologischer Grenzkomplex Haithabu und Danewerk), Schleswig-Holstein

Griechenland:
- Archäologischer Park Dion, Zentral-Makedonien
- Leibethra, Archäologischer Themenpark, Zentral-Makedonien
- Archäologischer Park Philippi, Ost-Makedonien

Indien:
- Archäologischer Park Champaner-Pavagadh

Lettland
- Archäologischer Park Āraiši

Österreich
- Archäologiepark Carnuntum, Niederösterreich

Slowenien
- Archäologischer Park Rifnik, Gemeinde Šentjur (Untersteiermark)

Spanien
- Archäologischer Park Puig de sa Morisca, Mallorca
- Regina Turdulorum, Extremadura (Provinz Badajoz)

USA
- Chaco Culture National Historical Park, New Mexico, (UNESCO-Welterbe)

## Belege
1. ↑  Limes-Park Rainau (Memento des Originals vom 28. Januar 2021 im Internet Archive)  Info: Der Archivlink wurde automatisch eingesetzt und noch nicht geprüft. Bitte prüfe Original- und Archivlink gemäß Anleitung und entferne dann diesen Hinweis.